# Eva Matthes
Eva Matthes (* 27. Mai 1962 in Nürnberg) ist eine deutsche Pädagogin, Soziologin und Hochschullehrerin.

## Leben und Wirken
Eva Matthes studierte ab 1981 an der Friedrich-Alexander-Universität Erlangen-Nürnberg Deutsche Literatur und Sprache, Geschichte und Sozialwissenschaften und schloss 1987 mit dem Staatsexamen ab. Von 1990 bis 1996 war sie wissenschaftliche Mitarbeiterin am Pädagogischen Institut der Friedrich-Alexander-Universität. 1991 wurde sie mit einer Arbeit über Wolfgang Klafki zum Dr. phil. promoviert. Für die Dissertation erhielt sie den „Karl Giehrl Award 1992“ der Friedrich-Alexander-Universität. 1997 habilitierte sie sich in Pädagogik mit einer Arbeit über die Versuche der Vertreter der westdeutschen Erziehungswissenschaften, sich mit dem Nationalsozialismus auseinanderzusetzen.
Von 1997 bis 1998 hatte sie einen Lehrauftrag für Erziehungswissenschaft an der Pädagogischen Fakultät der Universität Leipzig und war dort am Aufbau der Theodor-Litt-Forschungsstelle beteiligt. Danach war sie Privatdozentin am Pädagogischen Institut der Friedrich-Alexander-Universität. 2000 wurde sie auf den Lehrstuhl für Pädagogik an die Philosophisch-Sozialwissenschaftliche Fakultät der Universität Augsburg berufen. Ab 2005 betreute sie 17 Promotionen und ab 2009 vier Habilitationen (Stand 2018).
Eva Matthes war Vorstandsmitglied der Sektion Historische Bildungsforschung der Deutschen Gesellschaft für Erziehungswissenschaft, davon 2011 bis 2015 als Vorsitzende. Seit 2001 ist sie Vorsitzende der Internationalen Gesellschaft für historische und systematische Schulbuch- und Bildungsmedienforschung. Sie ist Mitglied und seit 2011 Sprecherin im Herausgebergremium der Zeitschrift Bildung und Erziehung. Sie ist mit Guido Pollak und Werner Wiater Herausgeberin der Buchreihe Pädagogik und Ethik.

## Schriften
- Von der geisteswissenschaftlichen zur kritisch-konstruktiven Pädagogik und Didaktik. Der Beitrag Wolfgang Klafkis zur Entwicklung der Pädagogik als Wissenschaft. Dissertation. Universität Erlangen-Nürnberg 1991. Klinkhardt, Bad Heilbrunn 1992, ISBN 978-3-7815-0700-5.
- Geisteswissenschaftliche Pädagogik nach der NS-Zeit. Politische und pädagogische Verarbeitungsversuche. Habilitationsschrift. Universität Erlangen-Nürnberg 1997. Klinkhardt, Bad Heilbrunn 1998, ISBN 978-3-7815-0926-9.
- Zeitdiagnose und praktisch-philosophische Reflexion (= Augsburger Universitätsreden. 49). Abschiedsvorlesung von Theo Stammen am 18. Juli 2001 und Antrittsvorlesung von Eva Matthes am 23. Oktober 2001. Hrsg.: Rektor der Universität Augsburg. Universität Augsburg, 2002, DNB 966281578.
- mit Carsten Heinze: Johann Friedrich Herbart. Umriß pädagogischer Vorlesungen (= Dieter-Jürgen Löwisch (Hrsg.): Werkinterpretationen pädagogischer Klassiker.) Wissenschaftliche Buchgesellschaft, Darmstadt 2003, ISBN 978-3-534-70327-2.
- Geisteswissenschaftliche Pädagogik. Ein Lehrbuch. Oldenbourg, München 2011, ISBN 978-3-486-59792-9.
- Rezension zu: Dietrich Benner, Friedhelm Brüggen: Geschichte der Pädagogik. Vom Beginn der Neuzeit bis zur Gegenwart. In: Erziehungswissenschaftliche Revue. 11, 2, 2012. Klinkhardt, Bad Heilbrunn 2012, DNB 1080982469 (online).
- Rezension zu: Lars Knopke: Schulbücher als Herrschaftssicherungsinstrumente der SED. In: Erziehungswissenschaftliche Revue. 11, 5, 2012. Klinkhardt, Bad Heilbrunn 2012, DNB 1080982485 (online).
- mit Carola Groppe: Historische Bildungsforschung und Erinnerungskultur. Eine Stellungnahme der Sektion Historische Bildungsforschung. In: Erziehungswissenschaft. 25, 49, 2014, S. 37–41. Budrich, Opladen 2014, DNB 1080997466 (online).

Herausgeberschaft
- mit Caroline Hopf: Helene Lange und Gertrud Bäumer. Ihr Engagement für die Frauen- und Mädchenbildung. Kommentierte Texte. Klinkhardt, Bad Heilbrunn 2001, ISBN 978-3-7815-1275-7.
- mit Caroline Hopf: Helene Lange und Gertrud Bäumer. Ihr Beitrag zum Erziehungs- und Bildungsdiskurs vom Wilhelminischen Kaiserreich bis in die NS-Zeit. Kommentierte Texte. Klinkhardt, Bad Heilbrunn 2003, ISBN 978-3-7815-1275-7.
- mit Carsten Heinze: Didaktische Innovationen im Schulbuch. Konferenzschrift. Klinkhardt, Bad Heilbrunn 2003, ISBN 978-3-7815-1299-3.
- Werteorientierter Unterricht – eine Herausforderung für die Schulfächer. Aufsatzsammlung. Auer, Donauwörth 2004, ISBN 978-3-403-04270-9.
- mit Carsten Heinze: Interkulturelles Verstehen und kulturelle Integration durch das Schulbuch? Konferenzschrift. Klinkhardt, Bad Heilbrunn 2004, ISBN 978-3-7815-1371-6.
- mit Carsten Heinze: Das Schulbuch zwischen Lehrplan und Unterrichtspraxis. Konferenzschrift. Klinkhardt, Bad Heilbrunn 2005, ISBN 978-3-7815-1410-2.
- mit Carsten Heinze: Die Familie im Schulbuch. Konferenzschrift. Klinkhardt, Bad Heilbrunn 2006, ISBN 978-3-7815-1488-1.
- mit Gisela Miller-Kipp: Bildungsarbeit in Gedenkstätten (= Bildung und Erziehung. Jahrgang 59, Heft 4). Aufsatzsammlung. Böhlau, Köln 2006, DNB 982745036.
- mit Carsten Heinze: Elementarisierung im Schulbuch. Konferenzschrift. Klinkhardt, Bad Heilbrunn 2007, ISBN 978-3-7815-1553-6.
- mit Sylvia Schütze: Aufgaben im Schulbuch. Konferenzschrift. Klinkhardt, Bad Heilbrunn 2011, ISBN 978-3-7815-1829-2.
- mit Sylvia Schütze, Werner Wiater: Digitale Bildungsmedien im Unterricht. Konferenzschrift. Klinkhardt, Bad Heilbrunn 2013, ISBN 978-3-7815-1934-3.
- mit Christian Ritzi, Ulrich Wiegmann: Digitale Bildungsmedien im Unterricht. Konferenzschrift. Klinkhardt, Bad Heilbrunn 2013, ISBN 978-3-7815-1890-2.
- mit Petr Knecht, Sylvia Schütze, Bente Aamotsbakken: Methodologie und Methoden der Schulbuch- und Lehrmittelforschung. Aufsatzsammlung. Klinkhardt, Bad Heilbrunn 2014, ISBN 978-3-7815-1991-6.
- mit Elisabeth Meilhammer: Holocaust Education im 21. Jahrhundert. Konferenzschrift. Klinkhardt, Bad Heilbrunn 2015, ISBN 978-3-7815-2068-4.
- mit Sylvia Schütze: Schulbücher auf dem Prüfstand. Aufsatzsammlung. Klinkhardt, Bad Heilbrunn 2016, ISBN 978-3-7815-2132-2.
- mit Carola Groppe, Gerhard Kluchert: Bildung und Differenz. Historische Analysen zu einem aktuellen Problem. Springer, Wiesbaden 2016, ISBN 978-3-658-10003-2.
- mit Sylvia Schütze: „1989“ und Bildungsmedien. Konferenzschrift. Klinkhardt, Bad Heilbrunn 2016, ISBN 978-3-7815-2085-1.